# Matías Knudsen
Matías Knudsen (5 de octubre de 1999) es un jugador profesional de squash colombiano. En abril de 2024, ocupaba el puesto número 104 del mundo. Ganó el Colleyville Open de 2023. También ha representado a Colombia en competencias internacionales. Fue nombrado 2023 Performer of the Year de Filadelfia. Asiste a la Universidad de Drexel, donde está trabajando para obtener una maestría en administración de empresas.